# Daniel Juré
Daniel Juré nacido en 1957 en Caen es un pintor, fotógrafo, escultor-ceramista y autor francés. Vive y trabaja en Reviers (Calvados) en Baja Normandía.